# Puck (magazyn)
Puck – pierwszy większy amerykański magazyn satyryczny, znany ze swojego ostrego dowcipu opisującego życie codzienne i aspekty polityczne. Został założony 27 września 1871 w Saint Louis w stanie Missouri przez Josepha Kepplera. Zamknięty w 1918. Publikowane były dwie wersje językowe, angielska i niemiecka.